# Carl Söderberg
Carl Söderberg (* 12. Oktober 1985 in Malmö) ist ein ehemaliger schwedischer Eishockeyspieler, der im Verlauf seiner aktiven Karriere zwischen 2003 und 2023 unter anderem 642 Spiele für die Boston Bruins, Colorado Avalanche, Arizona Coyotes und Chicago Blackhawks in der National Hockey League (NHL) auf der Position des Centers bestritten hat. Des Weiteren absolvierte Söderberg über 300 Partien in der Elitserien bzw. Svenska Hockeyligan (SHL). Mit der schwedischen Nationalmannschaft gewann er bei der Weltmeisterschaft 2017 die Goldmedaille.

## Karriere

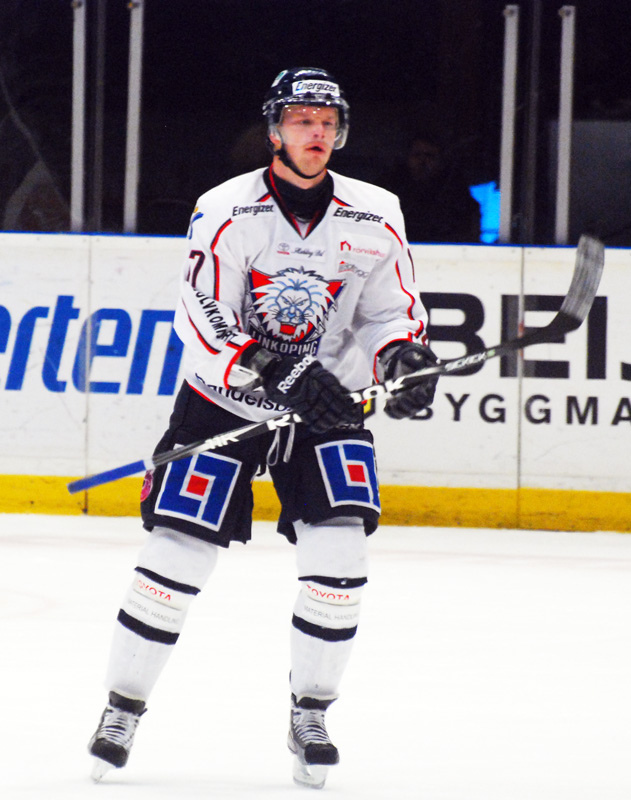
Söderberg im Trikot des Linköping HC (2012)

Nachdem Söderberg bereits zwischen 2000 und 2004 für diverse Nachwuchsmannschaften der Malmö Redhawks in unterschiedlichen Juniorenligen gespielt hatte, wurde er ab der Saison 2004/05 auch einige Male bei der Profimannschaft in der Elitserien eingesetzt. Nach einer kurzen Leihe zum Zweitligisten Mörrums GoIS IK konnte sich der Angreifer bei den Redhawks etablieren.
Im Sommer 2006 wurde er von den St. Louis Blues aus der National Hockey League unter Vertrag genommen, welche sich zuvor im Rahmen des NHL Draft 2004 die Transferrechte am Schweden gesichert hatten. Die Blues liehen ihn zunächst für ein Jahr an seinen Heimatverein Malmö aus, ehe er im Juli 2007 im Austausch gegen Hannu Toivonen zu den Boston Bruins transferiert wurde. Diese liehen den Linksschützen erneut an Malmö aus, wo er schließlich im Oktober 2008 einen Kontrakt über drei Jahre unterschrieb. Nachdem Malmö aufgrund eines sportlichen Abstiegs bereits ab der Saison 2007/08 in der Allsvenskan gespielt hatte, wechselte Söderberg zur Spielzeit 2011/12 zum Linköping HC in die Elitserien.
Im April 2013 wurde Söderberg schließlich fest von den Bruins verpflichtet und mit einem Vertrag bis zum Ende der Saison 2015/16 ausgestattet. In Boston konnte sich der Center auf Anhieb im NHL-Team etablieren und besitzt seit der Saison 2013/14 einen Stammplatz. Im Juni 2015 wechselte der Schwede zur Colorado Avalanche, wobei die Bruins im Gegenzug ein Sechstrunden-Wahlrecht für den NHL Entry Draft 2016 erhielten. Dort unterzeichnete der Schwede im Anschluss einen Fünfjahresvertrag. Letztlich verbrachte Söderberg vier Spielzeiten bei der Avalanche und zeigte dabei sehr unterschiedliche Leistungen. So stellte er in der Saison 2015/16 mit 51 Scorerpunkten eine persönliche Bestmarke auf, der er im Folgejahr lediglich 14 Punkte folgen ließ. Im Juni 2019 wurde Söderberg im Tausch für Kevin Connauton und ein Drittrunden-Wahlrecht im NHL Entry Draft 2020 an die Arizona Coyotes abgegeben. Dort war er eine Spielzeit lang aktiv, ehe sein auslaufender Vertrag nach der Saison 2019/20 nicht verlängert wurde, sodass er sich im Dezember 2020 als Free Agent den Chicago Blackhawks anschloss.
Im Trikot der Blackhawks spielte der Schwede bis zum April 2021, als er kurz vor der Trade Deadline im Tausch für Ryder Rolston und Josh Dickinson zur Colorado Avalanche zurückkehrte. Dort beendete er die Saison 2020/21, ehe er im Juni 2021 die NHL nach neun Jahren verließ und zu seinem Ausbildungsverein zurückkehrte, den Malmö Redhawks. Bei den Malmö Redhawks verbrachte der Routinier die beiden letzten Spielzeiten seiner Profikarriere, die er nach der Saison 2022/23 im Alter von 37 Jahren im August 2023 beendete.

### International
Mit der schwedischen Nationalmannschaft bestritt er im September 2016 sein erstes großes Turnier, als er mit dem Team beim World Cup of Hockey 2016 den dritten Platz belegte. Dem folgte der Gewinn der Goldmedaille bei der Weltmeisterschaft 2017.

## Erfolge und Auszeichnungen
- 2006 Aufstieg in die Elitserien mit den Malmö Redhawks
- 2013 Håkan Loob Trophy
- 2017 Goldmedaille bei der Weltmeisterschaft

## Karrierestatistik

### International
Vertrat Schweden bei:
- U18-Junioren-Weltmeisterschaft 2003
- U20-Junioren-Weltmeisterschaft 2005
- World Cup of Hockey 2016
- Weltmeisterschaft 2017

(Legende zur Spielerstatistik: Sp oder GP = absolvierte Spiele; T oder G = erzielte Tore; V oder A = erzielte Assists; Pkt oder Pts = erzielte Scorerpunkte; SM oder PIM = erhaltene Strafminuten; +/− = Plus/Minus-Bilanz; PP = erzielte Überzahltore; SH = erzielte Unterzahltore; GW = erzielte Siegtore; 1 Play-downs/Relegation; Kursiv: Statistik nicht vollständig)